# التطور (مجلة)
التطوّر هي مجلة أدبية وثقافية باللغة العربية صدرت في مصر في الفترة من كانون الثاني إلى تموز 1940. كانت أول مطبوعة طليعية وسريالية وماركسية ليبرالية في العالم العربي.

## التاريخ والملف الشخصي
تأسست مجلة التطور على يد جماعة يسارية متطرفة تدعى جماعة الفن والحرية في عام 1940، وظهر العدد الأول منها في كانون الثاني من ذلك العام. كان مؤسس المجموعة هو كمال التلمساني الذي دعم الخيال الثوري والحرية الاجتماعية وكان له موقف مناهض للاستعمار. كانت مجلة التطور خليفة لمجلة أخرى هي المجلة الجديدة التي أسسها سلامة موسى ونُشرت بين عامي 1929 و1944. وكان رئيس تحرير مجلة التطور هو المفكر السريالي أنور كامل. أُعلنَت أهداف المجلة في العدد الأول على النحو التالي: «الدفاع عن حرية الفن والثقافة، ونشر الأعمال الأدبية الحديثة، والتواصل مع الشباب المصري من خلال الحركات الأدبية والفنية والاجتماعية العالمية.»  كما تضمن العدد الأول ترجمات عربية لقصائد السريالي الفرنسي بول إيلوار.
خلال فترة حياتها القصيرة، تناولت مجلة التطور بشكل متكرر موضوعات مثل الدعارة والجنس والحرية الجنسية للمرأة، وكانت تشدد على رؤية تدعم الحرية الجنسية للمرأة وهو تأثر بالترجمات الغربية السريالية. كانت المقالات المتعلقة بالحرية الجنسية للمرأة في الغالب من تأليف عبد الحميد الحدادي. وكان من المساهمين الآخرين في هذا الكتاب فيصل عبد الرحمن شهبندر. ورمسيس يونان، وهو رسام وكاتب، نشر مقالات نقدية في المجلة.
ظلت مجلة التطور تصدر شهريًّا حتى تموز 1940 حيث توقفت بعد صدور سبعة أعداد منها. وقد أغلقت السلطات المصرية المجلة. بعد إغلاق مجلة التطور، سُجن رئيس تحريرها أنور كامل بسبب كتاباته المنشورة في المجلة.

## طالع أيضًا
- قائمة المجلات الطليعية [الإنجليزية]

## روابط خارجية
- إصدارات رقمية على أرشيف الشارخ